# John Butterfield, Baron Butterfield
William John Hughes Butterfield, Baron Butterfield, OBE (* 28. März 1920 in Stechford, Birmingham, nach anderen Quellen Solihull; † 22. Juli 2000 in Cambridge) war ein britischer Mediziner und Life Peer.

## Leben
Butterfield wuchs in Stechford auf, wo sein Vater eine kleine Fabrik betrieb, die Leichtmotorräder für den Rennsport herstellte. Er besuchte die Solihull School und studierte anschließend Medizin am Exeter College in Oxford. In Oxford tat er sich abseits der Medizin vor allem als Sportler hervor, er gewann die Auszeichnung Blue im Cricket, Rugby sowie im Feldhockey.
1942 verschaffte ihm sein Tutor in Oxford, David Whitteridge, ein Stipendium der Rockefeller-Stiftung, das ihm ein Studium an der Johns Hopkins University in Baltimore ermöglichte. Dort machte er seinen Doktor der Medizin (M.D.), bevor er nach Ende des Zweiten Weltkriegs nach Großbritannien zurückkehrte. Ab 1946 war Butterfield Mitglied des Medical Research Council, ab 1947 leistete er seinen Militärdienst beim Royal Army Medical Corps und ging im Anschluss von 1950 bis 1952 als Research Fellow ans Medical College in Virginia. In dieser Zeit studierte er Hautverbrennungen, insbesondere im Zusammenhang mit nuklearer Strahlung. Aus diesem Grund war er auch als Beobachter bei den britischen Atomtests auf den Montebello-Inseln von 1952 und 1956 zugegen.
1958, sein Forschungsschwerpunkt hatte sich mittlerweile zur Diabetes hinverschoben, wurde er Professor für experimentelle Medizin am Guy’s Hospital in London, eine Position, die er für zwölf Jahre behalten sollte. In dieser Zeit führte er unter anderem eine große Diabetesstudie in Bedford durch, in deren Zuge über 20.000 Urinproben ausgewertet wurden. 1971 folgte er dem Ruf an die University of Nottingham, wo er sich als Vizekanzler mit den Studentenprotesten dieser Zeit auseinandersetzen musste. 1976 schließlich trat er die Regiusprofessur für Medizin in Cambridge an, wo er Master des Downing College und von 1983 bis 1985 Vizekanzler wurde.
Im Jahr 1987 ging Butterfield in den Ruhestand. Im darauffolgenden Jahr wurde er zum Life Peer erhoben, trug seitdem offiziell den Titel Baron Butterfield, of Stechford in the County of West Midlands und nahm einen Sitz im House of Lords ein.
1946 heiratete er Ann Sanders, die jedoch 1948 bei der Geburt ihres gemeinsamen Sohnes starb. 1950 heiratete er Isabel-Ann Kennedy, mit der er weitere drei Kinder hatte.

## Ehrungen
- 1953 Officer des Order of the British Empire
- Fellow des Royal College of Physicians
- 1971 Fellow der Royal Society of Arts
- 1977 Ehrendoktor der University of Nottingham
- 1978 Ernennung zum Knight Bachelor
- 1983 Ehrendoktor der Keiō-Universität in Tokio
- 1985 Ehrendoktor der Florida International University in Miami
- 1994 Ehrendoktor der University of Bristol

## Schriften
- On burns. mit William A. Altemeier et al., C. C. Thomas, Springfield, Illinois 1953.
- Tolbutamide after ten years. Proceedings of the Brook Lodge symposium, Augusta, Michigan, March 6-7, 1967. (Hrsg.) mit W. van Westering, Excerpta Medica Foundation, Amsterdam, New York etc., 1967.
- Priorities in medicine. Nuffield Provincial Hospitals Trust, London 1968.
- Health and sickness: the choice of treatment. Perception of illness and use of services in an urban community. mit Michael Wadsworth und Roger Blaney, Tavistock Publications, London 1971, ISBN 0-42273-360-1.